# Al Qahirah (huyện)
Huyện Al Qahirah là một huyện thuộc tỉnh Ta`izz, Yemen. Đến thời điểm năm 2003, huyện này có dân số 149394 người